# M19 (astronomia)
M 19 (noto anche come NGC 6273) è un ammasso globulare visibile nella parte meridionale nella costellazione dell'Ofiuco.

## Osservazione

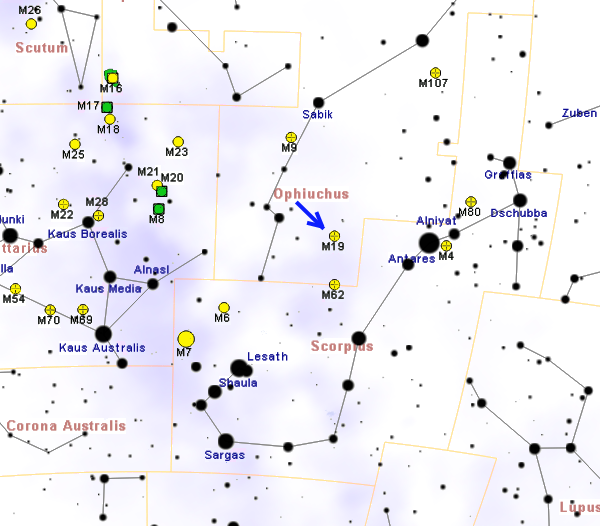
Mappa per individuare M19.

M19 si individua facilmente, a metà via sulla linea che congiunge le due stelle Antares e θ Ophiuchi; può essere osservato sotto un cielo nitido e buio con un semplice binocolo di media potenza, come un 10x50, in cui si mostra come un piccolo alone chiaro e nebuloso. Un telescopio di 80-120mm di apertura lo mostra come un oggetto allungato più in senso nord-sud, sebbene non consenta di iniziare la risoluzione in stelle e l'ammasso resta di aspetto indefinito; uno strumento da 250mm è in grado di rivelare alcune stelle di tredicesima magnitudine, specialmente ad est e a sud del nucleo; a 150x appare quasi completamente risolto.
M19 può essere osservato con discreta facilità dalla massima parte delle aree popolate della Terra, grazie al fatto che è situato a una declinazione non eccessivamente australe: in alcune aree del Nord Europa e del Canada, nei pressi del circolo polare artico, non è mai osservabile; dall'emisfero sud, al contrario, M19 è ben visibile e alto nelle notti dell'inverno australe. Il periodo migliore per la sua osservazione nel cielo serale è quello compreso fra maggio e agosto.

## Storia delle osservazioni
M19 è stato scoperto nel 1764 da Charles Messier, che lo inserì nel suo celebre catalogo; lo descrisse come "una nebulosa tra Scorpio ed il piede destro di Ophiucus, sullo stesso parallelo di Antares". William Herschel lo riosservò pochi anni dopo e fu in grado di risolverlo completamente; Heinrich Louis d'Arrest non lasciò stranamente alcuna descrizione di M19, mentre una dettagliata descrizione è fornita dall'ammiraglio Smyth.

## Caratteristiche
M19 è situato alla distanza di circa 28.000 anni luce dal sistema solare ed è caratterizzato dalla sua forma particolarmente ellittica, uno degli ammassi globulari più ovaleggianti che si conoscano: la sua ellitticità sarebbe E4; si tratta anche uno degli ammassi globulari più vicini al nucleo galattico, da cui disterebbe solo 5.200 anni luce.
Le sue stelle più brillanti sono di quattordicesima magnitudine; il diametro maggiore sarebbe di circa 140 anni luce.

### Libri
- (EN) Stephen James O'Meara, Deep Sky Companions: The Messier Objects, Cambridge University Press, 1998, ISBN 0-521-55332-6.

### Carte celesti
- Toshimi Taki, Taki's 8.5 Magnitude Star Atlas, su geocities.jp, 2005. URL consultato il 7 novembre 2010 (archiviato dall'url originale il 5 novembre 2018). - Atlante celeste liberamente scaricabile in formato PDF.
- Tirion, Rappaport, Lovi, Uranometria 2000.0 - Volume II - The Southern Hemisphere to +6°, Richmond, Virginia, USA, Willmann-Bell, inc., 1987, ISBN 0-943396-15-8.
- Tirion, Sinnott, Sky Atlas 2000.0 - Second Edition, Cambridge, USA, Cambridge University Press, 1998, ISBN 0-933346-90-5.
- Tirion, The Cambridge Star Atlas 2000.0, 3ª ed., Cambridge, USA, Cambridge University Press, 2001, ISBN 0-521-80084-6.